# Wendy Boglioli
Wendy Lou Lansbach Boglioli (ur. 6 marca 1955 w Merrill) – amerykańska pływaczka. Medalistka olimpijska z Montrealu.
Specjalizowała się w stylu motylowym i dowolnym. Igrzyska w 1976 były jej jedyną olimpiadą. Była członkinią zwycięskiej sztafety 4 × 100 m stylem dowolnym, płynęła również w eliminacjach sztafety w stylu zmiennym. Indywidualnie była trzecia na 100 metrów motylkiem.